# Ni'matullahiyya
La confraternita sufi della Ni'matullahiyya fu fondata nel XIV secolo da Shāh Niʿmatullāh Nūr al-Dīn b. ʿAbd Allāh Walī (Aleppo, 1330-1 - Māhān, 1430-1), cui talora si aggiunge (in India specialmente) la nisba Kirmānī (del persiano Kerman).

Discendente per linea paterna del settimo Imam ismailita, Ismāʿīl b. Jaʿfar al-Ṣādiq, era figlio di una donna appartenente alla dinastia degli Shabānkāra del Fars.

Fu introdotto al Sufismo dal noto storico e muḥaddith (esperto di ḥadīth) yemenita ʿAbd Allāh
al-Yāfiʿī, col quale rimase fino alla morte di questi nel 1367.
Shāh Niʿmatullāh Nūr al-Dīn, nelle sue predicazioni itineranti in Transoxiana, Iran e Afghanistan, raccomandava di praticare la "vera alchimia", ossia l'agricoltura. Affermava anche di essere ispirato dal Profeta Maometto e scrisse numerosi trattati di interpretazione del pensiero del mistico andaluso Muḥyi al-Dīn Ibn ʿArabī.
La sua grande capacità di attirare fedeli e di edificare khanaqāh per i suoi devoti a Shahrisabz e in Transoxiana tra l'elemento turco in via d'islamizzazione, suscitò le sospettose preoccupazioni di Tamerlano, che ne decretò l'espulsione dai suoi domini alla volta del confinante Khorasan.
Nata come ordine sunnita, la Ni'matullahiyya abbracciò lo sciismo con l'avvento dei Safavidi in Iran. Con la nuova dinastia iranica le relazioni furono inizialmente buone, grazie anche a numerose alleanze matrimoniali, ma con Shah 'Abbas I le cose mutarono rapidamente e l'ordine subì una dura repressione. Il centro della confraternita si era comunque stabilito da tempo in India e ritornò in Iran solo sul finire del XVIII secolo, per diventare la corrente sufi tuttora di maggior consenso in Iran].
Tra i maggiori esponenti della Ni'matullahiyya va ricordato Maʿṣūm ʿAlī Shāh Dakkanī (m. 1799), secondo il quale l'autentico delegato (wali) dell'Imam nascosto sarebbe il maestro sufi e non il mujtahid, ossia il giurista esperto nel fornire l'interpretazione autentica del Corano secondo l'orientamento sciita, come sosteneva la corrente cosiddetta uṣūlī.